# Arraiolos
Arraiolos là một huyện thuộc tỉnh Évora, Bồ Đào Nha. Huyện này có diện tích 683 km², dân số thời điểm năm 2001 là 7616 người.